# Beautiful Thing
Beautiful Thing, que en español se dio con el título de Dulce amistad, es una obra de teatro y película, escrita por Jonathan Harvey y dirigida por Hettie Macdonald sobre la homosexualidad en la adolescencia y el primer amor. Se estrenó en España el 11 de octubre de 1996.

## Historia
Muestra la vida de unos adolescentes de aproximadamente 16 años que viven en el barrio de Thamesmead en la parte sureste de Londres. Uno es Jamie (Glen Berry), un joven con inclinaciones homosexuales que vive con su madre, Sandra (Linda Henry). Su vecino Ste (Scott Neal) es otro joven de la edad de Jamie. Ste tiene un carácter reservado y es deportista. Vive con su padre y hermano, los cuales lo golpean constantemente por cualquier motivo. Ste entabla una relación sentimental con Jamie cuando su madre lo lleva a su casa, al encontrarlo llorando por los abusos de su padre y hermano. Otra vecina es la joven Leah (Tameka Empson), que está obsesionada por la música de Mama Cass.
Antes de que Beautiful Thing se proyectó en la gran pantalla el 14 de junio de 1996 en Londres, fue estrenada en el teatro el 28 de julio de 1993 en el Teatro Bush de Londres, dirigida por la misma directora Hettie Macdonald.

## Teatro
En 2014 fue adaptada por primera vez al teatro en español bajo el nombre de "Maravilloso" con la dirección de Noé Vicente. Una colaboración con Jonathan Harvey y la traductora Laura Mallorquín. La obra fue galardonada con el premio del público Alicante a Escena 2014.